# Oldsmobile 442
De Oldsmobile 442 (uitspraak vier-vier-twee) was een Amerikaanse muscle car die van 1964 tot 1980 door General Motors werd gebouwd. Er bestaan vier generaties van.
De naam verwijst naar de oorspronkelijke configuratie uit 1964 – viervoudige carburateur, vier versnellingen en twee uitlaten – en werd toen geschreven als 4-4-2. Na 1965 bestaat er geen verband meer tussen de configuratie en de naam – die voortaan als 442 werd gespeld.